# Pimenta haitiensis
Pimenta haitiensis es un árbol que solo se encuentra en el parque nacional Jaragua, en el suroeste de la República Dominicana (isla La Española).
Su distribución incluye poblaciones de tierra firme (al sur de la península de Barahona) y en la isla Beata. Su nombre común es canelilla de Jaragua o simplemente canelilla, siendo Jaragua el nombre del parque nacional donde principalmente se encuentra, ubicado en la provincia de Pedernales. 

## Descripción
Es un árbol mediano a grande, de hasta 12 m de altura, con hojas opuestas, fuertemente aromáticas. Su fruto es oscuro de un diámetro de cerca de 1 cm.
El parque nacional Jaragua es parte de la reserva de la biosfera Jaragua-Bahoruco-Enriquillo declarada por la UNESCO en 2002.

## Situación
Está considerada como vulnerable (VU) por la lista roja de la UICN. Esto se debe a su sobreexplotación para su venta a nivel de toda República Dominicana, donde es utilizada para saborizar ron, tisanas, leche y natillas.

## Amenazas
La principal amenaza es el corte indiscriminado de sus hojas por algunas personas para su comercialización. Esto provoca que muchos de los individuos cortados no lleguen a adultos o no se reproduzcan.

## Taxonomía
Pimenta haitiensis fue descrita por Leslie R. Landrum en 1984 y publicada en Brittonia, 36(3): 242 bajo el género Cryptorriza.

## Etimología
Pimenta: nombre genérico que procede de la palabra Pimienta en portugués, otra especie de mirtácea. 
haitiensis: epíteto que hace referencia al nombre taíno "Haití" para toda la isla de La Española o isla de Santo Domingo.